# Округа департамента Па-де-Кале
Во французский департамент Па-де-Кале входят 7 округов:
- Аррас (Arras)
- Бетюн (Béthune)
- Булонь-сюр-Мер (Boulogne-sur-Mer)
- Кале (Calais)
- Ланс (Lens)
- Монтрёй-сюр-Мер (Montreuil-sur-Mer)
- Сент-Омер (Saint-Omer)